# Ai Ueda
Ai Ueda (上田藍?, Ueda Ai; Kyoto, 26 ottobre 1983) è un triatleta giapponese specializzata nel duathlon.

## Palmarès
- Campionati del mondo di triathlon

Cozumel 2016: bronzo nell'individuale.
- Giochi asiatici

Incheon 2014: oro nell'individuale e nella staffetta mista.
- Campionati asiatici

Tongyeong 2007: argento nell'individuale;
Incheon 2009: argento nell'individuale;
Taipei 2015: oro nell'individuale e nella staffetta mista;
Hatsukaichi 2016: oro nell'individuale.
- Asian beach games

Doha 2006: argento nell'individuale.
Phuket 2014: oro nell'individuale e nella staffetta mista.
- Giochi mondiali

Cali 2013: oro nel duathlon individuale.
- Mondiali duathlon

Cali 2013: oro nell'individuale;
Adelaide 2015: argento nell'individuale;
Fionia 2018: argento nell'individuale;
Aviles 2021: argento nell'individuale;
Targu Mures 2022: bronzo nell'individuale;
Santa Eulalia 2023: bronzo nell'individuale;
Townsville 2024: bronzo nella staffetta mista 2x2;